# Wolfgang Thomas-San-Galli
Wolfgang Alexander Thomas-San-Galli, född 18 september 1874 i Badenweiler, död 17 juni 1918 i Baden-Baden, var en tysk musikolog. 
Thomas-San-Galli var ursprungligen jurist, blev som altviolinist medlem av den sydtyska stråkkvartetten, men övergick i Berlin efterhand helt över till musikkritisk och musikologisk verksamhet. Han utgav större biografier över Ludwig van Beethoven och Johannes Brahms, vidare bland annat Beethovens brev, skrifter om Beethovens Unsterbliche Geliebte, Musikalische Essays och Musikalische Novellen.